# BMW Park
O BMW Park (anteriormente Olympische Basketballhalle (1972-1974) e Rudi-Sedlmayer-Halle (1974-2011) é uma arena multiuso localizada no bairro Sendling-Westpark na cidade de Munique, capital da Baviera, Alemanha. Foi construída em 1970 e foi sede do Basquetebol na ocasião da realização dos XX Jogos Olímpicos de Verão na cidade. O nome pelo qual a arena foi nomeada entre 1974 e 2011, Rudi-Sedlmayer, é uma homenagem ao então falecido presidente da Associação Esportiva da Baviera (em alemão:  Bayerischer Landes-Sportverband) que havia trabalhado também no comitê organizados das Olimpíadas de 1972.
Após a reforma ocorrida em 2011, o FC Bayern München assumiu a administração da arena e disputa lá seus jogos como mandante.

## Arquitetura e dados
O salão foi projetado pelo arquiteto Georg Flinkerbusch como um edifício circular com uma fachada exterior de alumínio, seguido por um edifício retangular de arranha-céus em ambos os lados, que parece penetrar no edifício principal. A área circular do piso principal do edifício é para cima para a construção do teto de suporte livre, que é baixado para o meio.
- Área do piso: 2 516 m2
- Diâmetro do edifício principal: 56,60 m

O salão pode acomodar até 7 200 visitantes em eventos esportivos. O complexo inclui um restaurante e um salão de aquecimento.

## Uso da Arena
Entre agosto e setembro de 1972, o pavilhão foi inicialmente usado como a sede das competições de basquete como parte dos Jogos das XX Olimpíadas. Depois, o salão serviu além de concertos (Frank Zappa, Queen, Bruce Springsteen, Kiss) por muitas exposições e feiras, bem como especialmente eventos de boxe (Vitali e Wladimir Klitschko). Além disso, o salão foi palco de jogos de handebol (MTSV Schwabing, TSV Milbertshofen) e também foi utilizado para partidas internacionais de vôlei do TSV 1860 Munique.
Houve também usos especiais e únicos da arena, como a filmagem das cenas de arena para o filme de ficção científica Rollerball. Em 23 de abril de 1983, o 28º Festival Eurovisão da Canção ocorreu no local. Em maio de 1994, a data de discussão nuclear de mais de 50 000 opositores no processo de aprovação do reator de pesquisa de Munique II foi realizada no salão.
Em 1 de fevereiro de 2003, o salão foi fechado devido à falta de equipamentos de incêndio e segurança. A partir de dezembro de 2007, uma empresa de eventos tentou reocupar o salão. O futuro do salão também deve estar no renascimento do basquete em Munique. Tanto o Munique Basket quanto o departamento de basquete do FC Bayern de Munique manifestaram interesse. No entanto, não foi possível garantir o financiamento das medidas de conversão para eventos esportivos, além dos demais eventos, de modo que a empresa operacional entrou com pedido de insolvência em janeiro de 2009. 

A partir de 2010, começaram as negociações diretas entre o FC Bayern de Munique e a Cidade de Munique, o que levou à aprovação do conselho municipal em abril de 2011 para uso futuro pelo time de basquete do FC Bayern de Munique. Após a reforma ou reparo do salão a ser realizado pelo FC Bayern de Munique poderia ser esclarecido de acordo com o regulamento atual de proteção contra incêndio, o clube assinou o contrato de locação correspondente em 20 de maio do mesmo ano. Neste contexto, uma mudança de nome também foi feita para Audi Dome.  salão modernizado foi inaugurado em 29 de setembro de 2011 com um amistoso contra o Fenerbahçe Ülker. A primeira partida da Bundesliga aconteceu uma semana depois, em 8 de outubro, contra o New York Phantoms Braunschweig. 
| Precedido por Pionir Hall Belgrado                              | Copa dos Campeões Europeus da FIBA Sede Final 1978 | Sucedido por Palais des Sports Grenoble    |
| Precedido por Harrogate International Centre Harrogate          | Festival Eurovisão da Canção Venue 1983            | Sucedido por Grand Théâtre Luxembourg City |
| Precedido por Palacio de los Deportes (México) Cidade do México | Jogos Olímpicos de Verão Venue 1972                | Sucedido por Montreal Forum Montreal       |